# Codonoblepharon gracillimum
Codonoblepharon gracillimum là một loài Rêu trong họ Orthotrichaceae. Loài này được (Broth. ex M. Fleisch.) Matcham & O'Shea mô tả khoa học đầu tiên năm 2005.